# Tannu-ola-Gebirge
Das Tannu-ola-Gebirge (russisch Танну-Ола; tuwinisch Таңды-Уула Tangdy-Uula, mongolisch Тагнын нуруу Tagnyn nuruu) ist ein bis 3061 m hohes Hochgebirge in der Großlandschaft Südsibirische Gebirge. Es liegt größtenteils in der Republik Tuwa in Russland, mit Ausläufern in die Mongolei. Das Gebirge besteht aus dem Westlichen (russisch Западный Танну-Ола) und dem Östlichen Tannu-ola-Gebirge (Восточный Танну-Ола).

## Geographische Lage
Im Osten geht das Tannu-ola-Gebirge in der Mongolei in das großflächige Einzugsbecken des Selenge (Selenga) über. Im Süden grenzt es an die Steppe des weitläufigen, von den Flüssen Tes und Zavkhan durchflossenen Beckens, des Beckens der großen Seen, deren größte der Uws Nuur, der Chjargas Nuur, der Char Us Nuur und der Char Nuur sind. An der weit entfernten Südseite dieses Beckens erhebt sich der Mongolische Altai. Im Westen grenzt es an den Russischen Altai.
Nur die äußerst südlichen Ausläufer des Gebirges, an die auch der See Uws-Nuur grenzt, befinden sich in der Mongolei. Im Osten des Gebirges entspringt der Balyktyg-Chem, einer der Quellflüsse des linken Jenissei-Quellflusses, des Kleinen Jenissei (Kaa-Chem), sowie an der Nahtstelle von Tannu-ola-Gebirge, Westsajan und Altai im äußersten Westen die Zuflüsse des rechten Ob-Quellflusses Bija.

## Gebirgsteile und Bergwelt
Den höchsten Gipfel des durchschnittlich 2500 bis 2700 m hohen Tannu-ola-Gebirges bildet mit 3061 m Höhe ein namenloser Berg, der sich im Westlichen Tannu-ola-Gebirge nordwestlich der Ansiedlung Sagly und nahe dem Berg Tschureg-Dag (3056 m) erhebt. Das Östliche Tannu-ola-Gebirge ist südlich der Ansiedlung Chowu-Aksy maximal 2588 m hoch.